# Portia Doubleday
Portia Ann Doubleday, född 22 juni 1988 i Los Angeles i Kalifornien, är en amerikansk film- och TV-skådespelerska. 

## Filmografi, i urval
- 2011 – Mr. Sunshine (TV-serie)
- 2011 – Big Mommas: Sådan far, sådan son
- 2013 – Carrie
- 2013 – Her
- 2015 – Mr. Robot (TV-serie)